# The Beau Brummels
The Beau Brummels war eine US-amerikanische Rockband, die 1964 in San Francisco gegründet wurde. Ihre Musik umspannte Stile wie Folk, Pop, Country, Beat und Psychedelic Rock. Der Bandname bezieht sich auf den englischen Dandy Beau Brummell.

## Geschichte
Die Band wurde 1964 in San Francisco als Antwort auf die „Britische Invasion“ gegründet. Damit war die Modewelle gemeint, die zu dieser Zeit massenhaft Beatbands aus Großbritannien über den Atlantik in die USA schwappte. Gründungsmotoren waren Songschreiber Ron Elliott und Leadsänger Sal Valentino (eigentlich Salvatore Willard Spanpinato). Die erste Single der Beau Brummels erschien Ende 1964 beim Label Autumn mit dem Titel Laugh Laugh. Produziert wurde sie von Tom Donahue und Sylvester Stewart, der später als Sly Stone in die Musikgeschichte eingehen sollte. Der Song Laugh Laugh erreichte bei den Hot 100 von Billboard Platz 15. Später wurde der Song in die Liste der 500 Songs, die den Rock and Roll am Meisten geprägt haben, der Rock and Roll Hall of Fame aufgenommen.
Nach dieser Aufnahme musste der Gitarrist Dec Mulligan wegen arbeitsrechtlicher Schwierigkeiten gehen und die Formation machte als Quartett weiter. Nach fünf Singles bei Autumn, mit denen die Beau Brummels jeweils in die Hot 100 kamen, wechselte die Band 1966 zum Label Warner Brothers, wo bis 1969 weitere sieben Singles produziert wurde. Von ihnen kam lediglich der 1966er Titel One Too Many Mornings in die Charts.   
1966 zerfiel die Gruppe zum ersten Mal. In der Besetzung Elliott, Valentino und Meagher versuchten The Beau Brummels mit den beiden komplexeren, sich vom Beat-Format lösenden Alben „Triangle“ (1967) und „Bradley's Barn“ (1968) ein Comeback. Obwohl beide bei Kritikern und Kennern gut aufgenommen wurden und auch heute noch als Referenzplatten gelten, blieben die Verkaufszahlen im Keller und die Band trennte sich erneut. Ein letztes Lebenszeichen gab es 1975 von den Beau Brummels, diesmal in Originalbesetzung. Aber das Dilemma dauerte an, trotz wohlwollender Kritiken blieb der Erfolg aus. 
Ron Elliott verdingte sich in den Jahren als Musiker bei Van Morrison, Randy Newman oder den Everly Brothers, bevor ihn eine Diabetes-Erkrankung zwang, seine musikalische Karriere weitestgehend zu beenden. Sal Valentino sang einige Jahre bei Stoneground, später in lokalen Bands und veröffentlichte erst 2006 ein Solo-Album (Come Out Tonight).

## Mitglieder
Zwischen 1964 und 1968 bestand die Band aus folgenden Mitgliedern:
- Sal Valentino alias Salvatore Willard Spanpinato (* 8. September 1942 in San Francisco, Kalifornien, USA) – Gesang, Tamburin
- Ronald Charles Elliott (* 21. Oktober 1943 in Healdsburgh, Kalifornien, USA) – Gitarre, Hintergrundgesang
- Ronald Meagher (* 2. Oktober 1941 in Oakland, Kalifornien, USA) – Bass, Hintergrundgesang
- John Louis Peterson (* 8. Januar 1942 in Rudyard, Michigan, USA, † 11. November 2007 in San Francisco) – Schlagzeug
- Declan Mulligan (* 4. April 1938 in County Tipperary, Irland) – Gitarre
- Don Irving (* 1946) – Gitarre, Hintergrundgesang (nur 1965/66)

Zwischen 1974 und 1975 war Dan Levitt (Gitarre und Banjo) reguläres Mitglied der Gruppe.

## US-Charts bei Billboard
| Einstieg   | Titel                   | Hot 100 | Wochen |
| ---------- | ----------------------- | ------- | ------ |
| 02.01.1965 | Laugh, Laugh            | 15.     | 12     |
| 17.04.1965 | Just a Little           | 08.     | 12     |
| 24.07.1965 | You Tell Me Why         | 38.     | 07     |
| 09.10.1965 | Don't Talk to Strangers | 52.     | 08     |
| 25.12.1965 | Good Time Music         | 97.     | 01     |
| 04.06.1966 | One Too Many Mornings   | 95.     | 03     |

## US-Diskografie

### Vinyl-Singles
| A/B-Seite                                    | Katalog-Nr.  | veröffentl. |
| -------------------------------------------- | ------------ | ----------- |
|                                              | Autumn       |             |
| Laugh Laugh / Still in Love With You Baby    | 08           | 12/1964     |
| Just a Little / They'll Make You Cry         | 10           | 04/1965     |
| You Tell Me Why / I Want You                 | 16           | 07/1965     |
| Don't Talk to Strangers / In Good Time       | 20           | 09/1965     |
| Good Time Music / Sad Little Girl            | 24           | 12/1965     |
|                                              | Warner Bros. |             |
| One Too Many Mornings / She Reigns           | 5813         | 4/1966      |
| Here We Are Again / Fine With Me             | 5848         | 9/1966      |
| Don't Make Promises / Two Days Till Tomorrow | 7014         | 3/1967      |
| Magic Hollow / Lower Level                   | 7079         | 9/1967      |
| Lift Me / Are You Happy                      | 7204         | 6/1968      |
| Long Walking Down to Misery / I'm a Sleeper  | 7218         | 8/1968      |
| Cherokee Girl / Deep Water                   | 7260         | 1/1969      |

### Langspielplatten (Vinyl)
| Titel                         | Katalog-Nr.       | veröffentl. | Top 200 |
| ----------------------------- | ----------------- | ----------- | ------- |
| Introducing The Beau Brummels | Autumn 103        | 04/1965     | 024.    |
| The Beau Brummels, Volume 2   | Autumn 104        | 08/1965     |         |
| Beau Brummels '66             | Warner Bros. 1644 | 07/1966     |         |
| Triangle                      | Warner Bros. 1692 | 07/1967     | 197.    |
| Bradley's Barn                | Warner Bros. 1760 | 10/1968     |         |
| The Beau Brummels             | Warner Bros. 2842 | 04/1975     | 180.    |